# Municipio de Fife Lake
El municipio de Fife Lake (en inglés: Fife Lake Township) es un municipio ubicado en el condado de Grand Traverse en el estado estadounidense de Míchigan. En el año 2010 tenía una población de 2791 habitantes y una densidad poblacional de 29,96 personas por km².

## Geografía
El municipio de Fife Lake se encuentra ubicado en las coordenadas 44°33′19″N 85°23′41″O / 44.55528, -85.39472. Según la Oficina del Censo de los Estados Unidos, el municipio tiene una superficie total de 93.17 km², de la cual 89.62 km² corresponden a tierra firme y (3.81%) 3.55 km² es agua.

## Demografía
Según el censo de 2010, había 2791 personas residiendo en el municipio de Fife Lake. La densidad de población era de 29,96 hab./km². De los 2791 habitantes, el municipio de Fife Lake estaba compuesto por el 74.24% blancos, el 23% eran afroamericanos, el 1.22% eran amerindios, el 0.36% eran asiáticos, el 0.04% eran isleños del Pacífico, el 0.04% eran de otras razas y el 1.11% pertenecían a dos o más razas. Del total de la población el 3.44% eran hispanos o latinos de cualquier raza.